# Seznam azerbajdžanskih arhitektov
Seznam azerbajdžanskih arhitektov.

## A
- Zivar bey Ahmadbeyov

## C
- Georges Candilis (1913-95) (francoski grškega rodu, r. v Azerbajdžanu)

## D
- Sadig Dadashov
- Masud ibn Davud

## H
- Gasim bey Hajibababeyov
- Mammad Hasan Hajinski
- Mikayil Huseynov (Mikayil Alesger oglu Huseynov (Mikayıl Ələsgər oğlu Hüseynov 1905–1992)

## K
- Karbalayi Safikhan Karabakhi

## M
- Gulnara Mehmandarov

## N
- Ajami Nakhchivani